# Euarchonta
Euarchonta (signicando "verdadeiros ancestrais") é um clado de mamíferos, geralmente denominado de "grandordem", que contém quatro ordens: Dermoptera, Scandentia, Primates e a extinta Plesiadapiformes. Os Dermoptera e os Scandentia já foram considerados um subgrupo de euarcontes batizado de Sundatheria, nome derivado de sua história evolutiva sempre ligada ao sudeste asiático, onde situam-se as Ilhas de Sunda. Estudos genéticos de 2007, no entanto, contradizem esta hipótese e colocam a Dermoptera como parente próximo da Primates, com quem formam um subgrupo chamado Primatomorpha.
Juntamente com o clado dos Glires, os Euarchonta constituem o agrupamento Euarchontoglires.

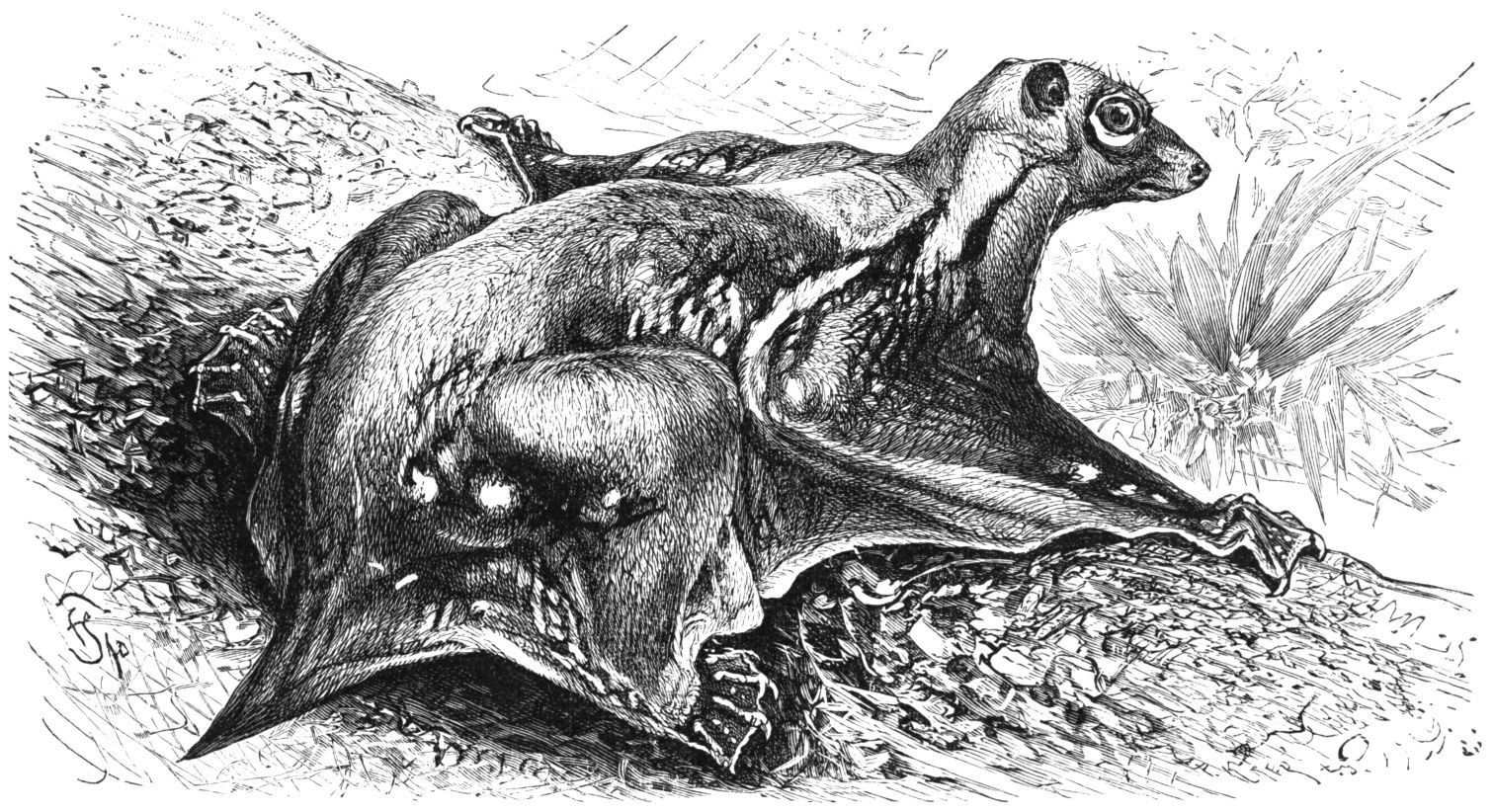
Dermoptera

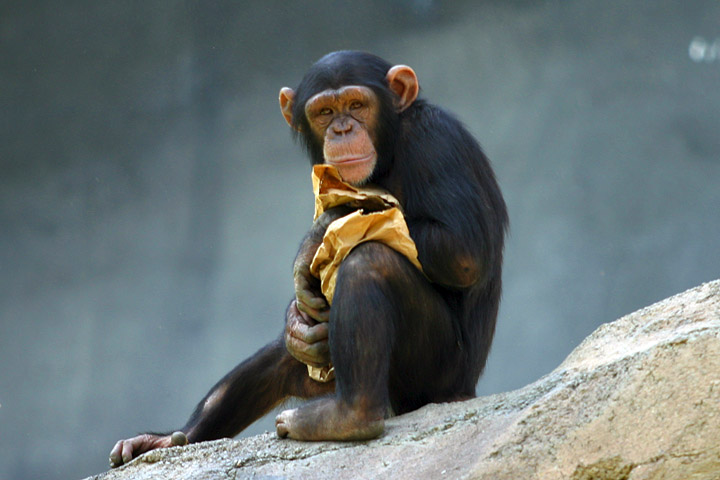
Primates

## Taxonomia
Clado Euarchonta
- Scandentia
- Primatomorpha
  - Plesiadapiformes (Proprimates)
  - Dermoptera
  - Primates

|  | Lagomorpha (coelhos, lebres, pikas) |
|  |                                     |
|  | Rodentia (roedores)                 |
|  |                                     |

|  | Dermoptera (lêmures voadores)                                                              |
|  |                                                                                            |
|  | \| \| †Plesiadapiformes \| \| \| \| \| \| Primates (lêmures, macacos, humanos) \| \| \| \| |
|  |                                                                                            |
|  | †Plesiadapiformes                                                                          |
|  |                                                                                            |
|  | Primates (lêmures, macacos, humanos)                                                       |
|  |                                                                                            |

|  | †Plesiadapiformes                    |
|  |                                      |
|  | Primates (lêmures, macacos, humanos) |
|  |                                      |

|  | Dermoptera (lêmures voadores)                                                              |
|  |                                                                                            |
|  | \| \| †Plesiadapiformes \| \| \| \| \| \| Primates (lêmures, macacos, humanos) \| \| \| \| |
|  |                                                                                            |
|  | †Plesiadapiformes                                                                          |
|  |                                                                                            |
|  | Primates (lêmures, macacos, humanos)                                                       |
|  |                                                                                            |

|  | †Plesiadapiformes                    |
|  |                                      |
|  | Primates (lêmures, macacos, humanos) |
|  |                                      |

|  | Lagomorpha (coelhos, lebres, pikas) |
|  |                                     |
|  | Rodentia (roedores)                 |
|  |                                     |

|  | Dermoptera (lêmures voadores)                                                              |
|  |                                                                                            |
|  | \| \| †Plesiadapiformes \| \| \| \| \| \| Primates (lêmures, macacos, humanos) \| \| \| \| |
|  |                                                                                            |
|  | †Plesiadapiformes                                                                          |
|  |                                                                                            |
|  | Primates (lêmures, macacos, humanos)                                                       |
|  |                                                                                            |

|  | †Plesiadapiformes                    |
|  |                                      |
|  | Primates (lêmures, macacos, humanos) |
|  |                                      |

|  | Dermoptera (lêmures voadores)                                                              |
|  |                                                                                            |
|  | \| \| †Plesiadapiformes \| \| \| \| \| \| Primates (lêmures, macacos, humanos) \| \| \| \| |
|  |                                                                                            |
|  | †Plesiadapiformes                                                                          |
|  |                                                                                            |
|  | Primates (lêmures, macacos, humanos)                                                       |
|  |                                                                                            |

|  | †Plesiadapiformes                    |
|  |                                      |
|  | Primates (lêmures, macacos, humanos) |
|  |                                      |